# Roland D.VI
Die L.F.G. (Roland) D.VI war ein Jagdflugzeug der deutschen Fliegertruppe im Ersten Weltkrieg.

## Entwicklung
Der von dem Ingenieur Tantzen bei der Luftfahrzeug-Gesellschaft m.b.H. entworfene Prototyp der Roland D.VI hatte den für LFG typischen Wickelrumpf, bei dem konische, keilförmige Holzleisten in Klinker-Bauweise wie ein Bootsrumpf zusammengefügt waren. Dieser Rumpf hatte sich mit seiner großen Festigkeit bereits bei der C.II wie bei der D.II bewährt. Unter dem Rumpf war ein kleiner Kiel angebracht, an dem die unteren Tragflächen befestigt waren.
Die Maschine war von einem 160 PS starken Mercedes-D-III-Reihenmotor angetrieben. Der Prototyp, übrigens das 1000. von L.F.G. hergestellte Flugzeug, flog erstmals im November 1917. Es kam zwar zu keiner Serienproduktion, aber zwei Vorserienflugzeuge – D.VIa und D.VIb, das eine mit dem Mercedes D III, das andere mit Benz Bz III (150 PS), wurden beim „Vergleichsfliegen“, einem Jagdflugzeugwettbewerb in Berlin-Adlershof/Johannisthal, im Januar/Februar 1918 intensiven Tests durch erfahrene Frontpiloten unterzogen. Die Roland-Jäger blieben eindeutig im Schatten der erfolgreichen Fokker D.VII, dennoch erhielt die L.F.G. eine kleine Bestellung, da man für den Fall von Lieferschwierigkeiten bei Fokker nicht nur auf einen Hersteller allein setzen wollte. Im Mai/Juni wurde die D.VI auch zum zweiten Flugzeugwettbewerb nach Adlershof geschickt, konnte sich jedoch nicht gegen die stärkeren Wettbewerber durchsetzen.
Insgesamt wurden 353 Maschinen produziert; neben den drei Prototypen 150 D.VIa mit 180 PS-Mercedes D.III-Motoren und 200 D.VIb, letztere mit 200 PS starken Benz-Motoren, die ab Mai geliefert wurden. Beide Typen wurden auch an die Marine zur Sicherung ihrer Stützpunkte gegen feindliche Bomber geliefert.

## Einsatz

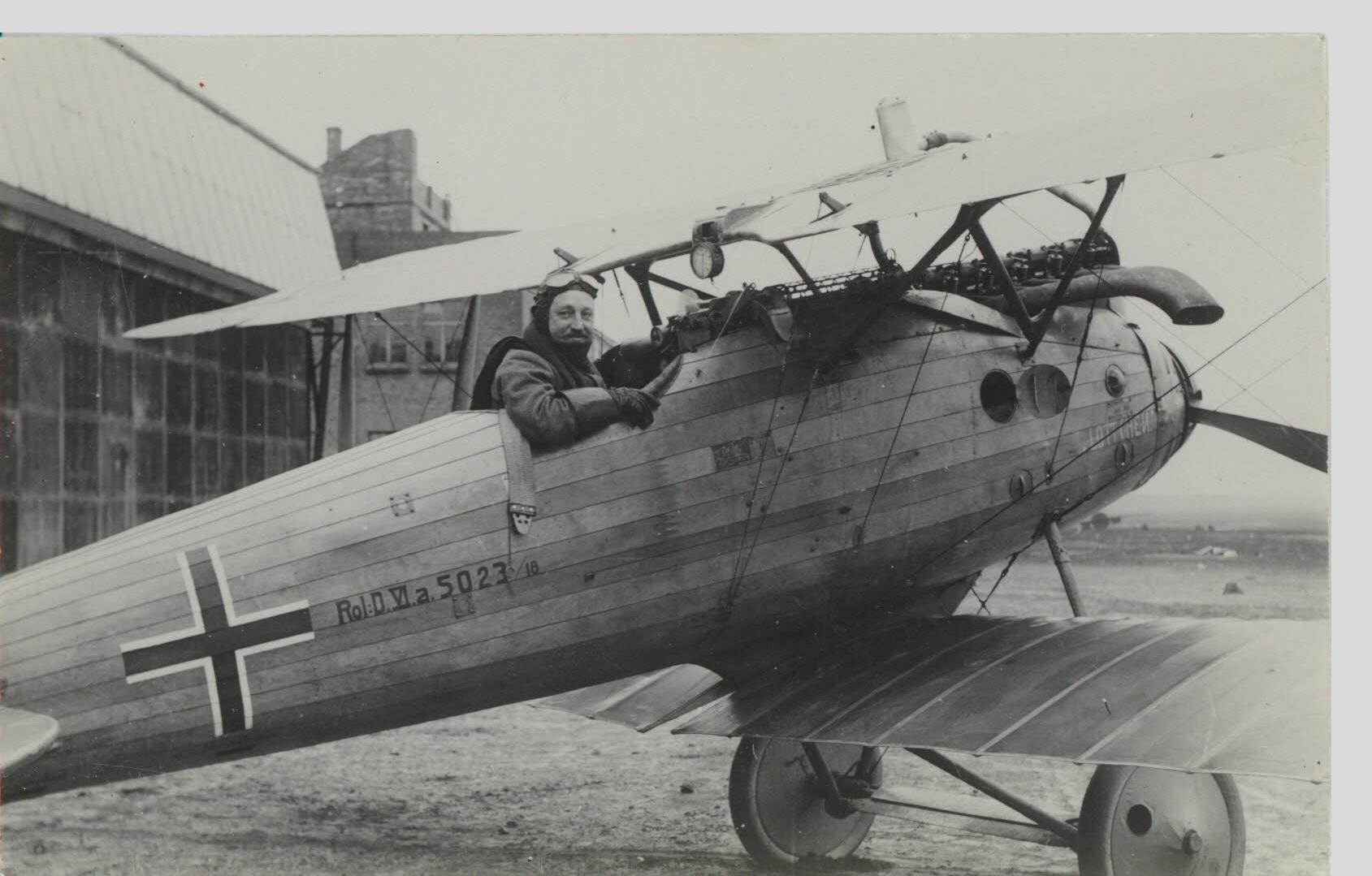
Pilot in einer Roland D.VIa, Seriennummer 5023/18

Im Einsatz bewährte sich die L.F.G. Roland D.VI durchaus. Ihr geräumiges Cockpit bot gute Sicht nach allen Seiten, das Flugzeug reagierte sensibel auf die Steuerung und stieg beeindruckend schnell: 4.500 m wurden in 25 Minuten erreicht, und die Maschine war in dieser Höhe mit 160 km/h immer noch sehr schnell. Den günstigen Kurzstart-Eigenschaften stand allerdings ein schwieriges Landeverhalten gegenüber, vor allem bedingt durch das zu schmale Fahrgestell. Außerdem neigte der Benz-Motor bei entsprechender Belastung zum Überhitzen.
Am 31. August 1918 waren an der Front etwa 70 D.VI im Einsatz. In den Fronteinheiten gaben die Piloten jedoch der Fokker D.VII und der Pfalz D.XII den Vorzug.

### Leistungsvergleich
Leistungsvergleich von Jagdeinsitzern im Fronteinsatz zum Ende des Ersten Weltkriegs:
| Name                   | Staat                  | Erstflug   | Indienststellung | Motorleistung | max. Geschwindigkeit | Startmasse | Bewaffnung (MG) | Gipfelhöhe | Stückzahl |
| ---------------------- | ---------------------- | ---------- | ---------------- | ------------- | -------------------- | ---------- | --------------- | ---------- | --------- |
| Albatros D.III         | Deutsches Reich        | 1916-08-01 | 1917-01-15       | 170 PS        | 165 km/h             | 886 kg     | 2               | 5.500 m    | 1352      |
| S.E.5a                 | Vereinigtes Königreich | 1916-11-22 | 1917-03-15       | 200 PS        | 222 km/h             | 880 kg     | 2               | 5.185 m    | 5205      |
| Sopwith Camel          | Vereinigtes Königreich | 1916-12-31 | 1917-06-15       | 130 PS        | 185 km/h             | 659 kg     | 2               | 5.791 m    | 5490      |
| Sopwith Dolphin        | Vereinigtes Königreich | 1917-03-23 | 1918-02-15       | 200 PS        | 211 km/h             | 890 kg     | 2               | 6.100 m    | 2072      |
| Albatros D.Va          | Deutsches Reich        | 1917-04-15 | 1917-07-15       | 185 PS        | 187 km/h             | 937 kg     | 2               | 6.250 m    | 2562      |
| Pfalz D.IIIa           | Deutsches Reich        | 1917-04-15 | 1917-08-15       | 180 PS        | 181 km/h             | 834 kg     | 2               | 6.000 m    | 750       |
| SPAD S.XIII            | Frankreich             | 1917-04-30 | 1917-05-31       | 220 PS        | 222 km/h             | 820 kg     | 2               | 6.650 m    | 8472      |
| Nieuport 28            | Frankreich             | 1917-06-14 | 1918-03-15       | 160 PS        | 195 km/h             | 740 kg     | 2               | 5.200 m    | 300       |
| Fokker Dr.I            | Deutsches Reich        | 1917-07-05 | 1917-09-01       | 130 PS        | 160 km/h             | 585 kg     | 2               | 6.500 m    | 420       |
| Sopwith Snipe          | Vereinigtes Königreich | 1917-10-31 | 1918-08-30       | 230 PS        | 195 km/h             | 955 kg     | 2               | 6.100 m    | 497       |
| L.F.G. Roland D.VIa    | Deutsches Reich        | 1917-11-30 | 1918-05-15       | 160 PS        | 190 km/h             | 820 kg     | 2               | 5.500 m    | 353       |
| Siemens-Schuckert D.IV | Deutsches Reich        | 1917-12-31 | 1918-08-15       | 160 PS        | 190 km/h             | 735 kg     | 2               | 8.000 m    | 123       |
| Fokker D.VII           | Deutsches Reich        | 1918-01-24 | 1918-04-15       | 180 PS        | 189 km/h             | 910 kg     | 2               | 6.000 m    | 800       |
| Fokker D.VIIF          | Deutsches Reich        | 1918-01-24 | 1918-04-15       | 226 PS        | 205 km/h             | 910 kg     | 2               | 7.000 m    | 200       |
| Pfalz D.VIII           | Deutsches Reich        | 1918-01-24 | 1918-09-15       | 160 PS        | 190 km/h             | 740 kg     | 2               | 7.500 m    | 120       |
| Pfalz D.XII            | Deutsches Reich        | 1918-03-31 | 1918-07-15       | 160 PS        | 180 km/h             | 902 kg     | 2               | 5.640 m    | 750       |
| Fokker D.VIII          | Deutsches Reich        | 1918-05-31 | 1918-07-31       | 110 PS        | 204 km/h             | 605 kg     | 2               | 6.300 m    | 289       |

## Verbleib
Nach Kriegsende gelangten 13 Maschinen in die USA zur Erprobung.
Die weltweit einzige erhaltene L.F.G. (Roland) D.VI ist im polnischen Luftfahrtmuseum in Krakau ausgestellt. Das Exemplar mit der Werknummer 2225/18 stammt aus der ehemaligen Deutschen Luftfahrtsammlung Berlin und gelangte in den Wirren am Ende des Zweiten Weltkrieges in polnische Hände. Die Rückgabe des Flugzeugs (nur der Rumpf ist erhalten) ist weiterhin zwischen Deutschland und Polen umstritten.

## Technische Daten

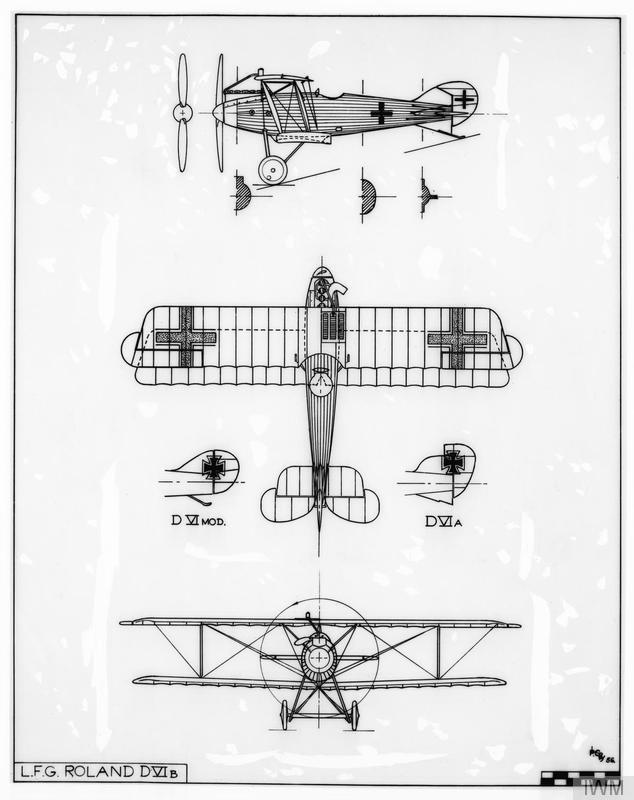
Dreiseitenansicht

| Kenngröße             | D.VIa                                | D.VIb                              |
| --------------------- | ------------------------------------ | ---------------------------------- |
| Baujahr               | 1917                                 | 1918                               |
| Einsatzzweck          | Jagdflugzeug                         | Jagdflugzeug                       |
| Besatzung             | 1                                    | 1                                  |
| Spannweite            | 9,42 m                               | 9,42 m                             |
| Länge                 | 6,32 m                               | 6,32 m                             |
| Höhe                  | 2,60 m                               | 2,60 m                             |
| Flügelfläche          | 22,17 m²                             | 22,17 m²                           |
| Leermasse             | 640 kg                               | 640 kg                             |
| Startmasse            | 820 kg                               | 820 kg                             |
| Antrieb               | wassergekühlter Reihenmotor          | wassergekühlter Reihenmotor        |
| Typ                   | Mercedes D.III, 160 PS (auch 180 PS) | Benz Bz.IIIa, 150 PS (auch 200 PS) |
| Reichweite            | 380 km                               | 400 km                             |
| Flugdauer             |                                      | 2 h                                |
| Höchstgeschwindigkeit | 190 km/h in NN                       | 220 km/h in NN                     |
| Steigzeit auf 1000 m  |                                      | 3:41 min                           |
| Steigzeit auf 3.000 m |                                      | 11:49 min (9 min)                  |
| Steigzeit auf 5000 m  | 25 min                               | 19 min                             |
| Dienstgipfelhöhe      | 5500 m                               | 5790 m                             |
| Bewaffnung            | 2 MG                                 | 2 MG                               |

## Siehe  auch
- Liste von  Flugzeugtypen